# Мания
 Тази статия е за болестното състояние.  За музикалната група вижте Мания (група).  
Манията е тежко медицинско състояние, характеризиращо се с крайно добро настроение, енергичност и необичаен начин на мислене. Манията може да има различни причини, но най-често е свързана с биполярно разстройство, при което периоди на маниакално състояние се редуват с клинична депресия. Маниите могат да имат различна интензивност – от умерена (хипомания) до напълно развита, включваща психотични симптоми като халюцинации.